# Божович, Владимир
Влади́мир Бо́жович (черног. Владимир Божовић; 13 ноября 1981, Печ, СФРЮ) — бывший черногорский футболист.
Победитель Суперкубка Румынии по футболу в 2008 году и финалист Кубка Румынии по футболу в 2012 году в составе ФК «Рапид» (Бухарест). Победитель чемпионата ФНЛ России 2014 года в составе ФК «Мордовии» (Саранск).

## Биография
Родился в Печ, в настоящее время — Косово, Божович переехал в Крагуевац в раннем возрасте. Он играл за местные клубы «Sušica» и «Zastava» до перехода в «OFK Beograd» летом 2001 года. Впоследствии Божович провёл шесть сезонов за «Romantičari», дойдя до финала Кубка Сербии и Черногории в 2006 году. У него также было два периода игры за «Пролетер Зренянин» (2002 и 2004 годы).
Летом 2007 года Божович перешёл в румынский клуб «Rapid București». Он провёл более 150 матчей за команду, выиграв Суперкубок страны в свой дебютный год. В 2013 году Божович перебрался в Саранск (Мордовия). В начале 2016 года Божович вернулся в Сербию и присоединился к клубу «Sušica». Он оставался там в течение года, прежде чем уйти в футбольный клуб «Раднички, Крагуевац». В начале 2018 года Божович еще раз вернулся в «Sušica», которые занимали четвёртое место среди сербского футбола.
Владимир Божович был одним из основателей национальной сборной Черногории, начав свой первый матч против Венгрии 24 марта 2007 года. В последующие семь лет он регулярно играл за сборную страны, сыграв 42 матча.